# Eduardo de Lima
Eduardo de Lima es un campeón de cinta negra en el jujitsu brasileño, comenzó a entrenar en la BJJ a la edad de 19 años, además ha ganado varias medallas de oro en divisiones en los campeonatos del Pan American Championships, fue además amigo de Renzo Gracie, quien le recompenzo la Academia Gracie Barra en Río de Janeiro, aunque el estudió bajo las instrucciones de Jean Jacques Machado, con la inspiración de Carlos Gracie Jr, fue su instructor que después de 8 años en 1997 retornó a competir para su entrenamiento.
Enlaces externos
- Gracie Barra Tampa - Eduardo de Lima

- Datos: Q5340815